# ロスト・フライト
『ロスト・フライト』（Plane）は、2023年のアメリカ合衆国のアクション映画。脚本はチャールズ・カミングとJ・P・デイヴィス、監督はジャン＝フランソワ・リシェ、出演はジェラルド・バトラーとマイク・コルターなど。反政府ゲリラが支配する無法の島に不時着した民間旅客機の機長が、人質になった乗客を救うためにゲリラと戦うさまを描いている。

## ストーリー
悪天候の中、迂回ぜず上空を越えて飛行するよう会社から指示された旅客機機長トランスは、離陸直前に犯罪者・ガスパール囚人の護送も頼まれてしまった。
順調なフライトだったが突然落雷によりコントロールを失い通信も途絶え、着水の危機に直面するが寸前に孤島を見つけ無事に着陸することが出来たが、そこは反政府ゲリラが支配する島だった。

## キャスト
※括弧内は日本語吹替
- ブロディ・トランス - ジェラルド・バトラー（宮内敦士）

機長。
- ルイス・ガスパール - マイク・コルター（楠大典）

殺人犯。
- サミュエル・デレ - ヨソン・アン（英語版）（鈴木裕斗）

副操縦士。
- ボニー・レイン  - ダニエラ・ピネダ（京花優希）

チーフ客室乗務員。
- スカースデイル - トニー・ゴールドウィン（赤城進）

危機管理担当者。
- テリー・ハンプトン - ポール・ベン＝ヴィクター（菊池通武）

航空会社のオーナー。
- シェルバック - レミ・アデレケ（露崎亘）

民間軍事チームのリーダー
- ダチュ・ジュンマー - エヴァン・デイン・テイラー（星祐樹）

テロリストのリーダー。
- ハジャン - クラロ・デ・ロス・レイエス（石黒史剛）

ジュンマールの副司令官。
- ケイティ・ダール - ケリー・ゲイル

スウェーデン人の乗客でブリーの友人。
- ブリー・テイラー - リリー・クリュッグ （望見）

アメリカ人の乗客でケイティの友人。
- マット・シンクレア - ジョーイ・スロットニック

アメリカの実業家で乗客。
- その他の日本語吹き替え : 岡村明香、城内由茄子、坂本悠里、高野憲太朗

## 作品の評価
Rotten Tomatoesによれば、172件の評論のうち高評価は79%にあたる136件で、平均点は10点満点中6.1点、批評家の一致した見解は「『ロスト・フライト』は、オリジナルビデオ作品より巡航高度が数マイル高いだけの、標準的なアクション・アドベンチャーの航路を示しているが、ジェラルド・バトラーがコックピットにいるので、スリラー好きにとってはそれでも楽しいフライトとなるだろう。」となっている。
Metacriticによれば、43件の評論のうち、高評価は26件、賛否混在は16件、低評価は1件で、平均点は100点満点中62点となっている。